# ابربارگوید
ابربارگوید (به انگلیسی: Aberbargoed) یک شهرک در ولز است که در شهرستان مستقل کرفیلی واقع شده‌است. ابربارگوید ۹٬۱۸۴ نفر جمعیت دارد.